# Venice Beach
Koordinaten: 33° 59′ 11,2″ N, 118° 28′ 31,4″ W

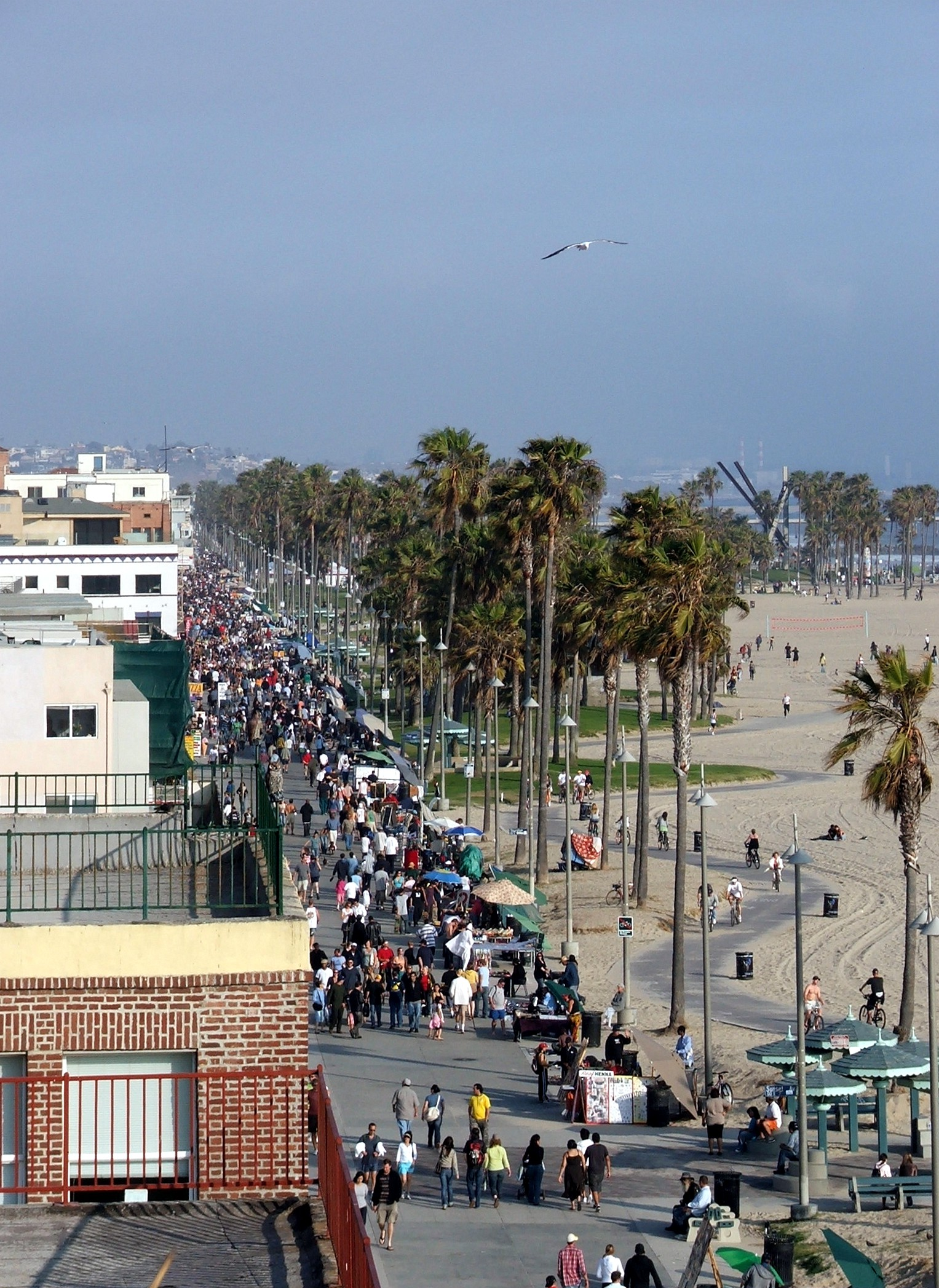
Der Ocean Front Walk mit angrenzendem Radweg und Strand (2011)

Venice Beach ist der etwa 4,5 Kilometer lange, an der Pazifikküste gelegene Sandstrand des 1925 von Los Angeles eingemeindeten Stadtteils Venice. Der Strandabschnitt schließt südlich an den Strand von Santa Monica an.
Aufgrund des milden Klimas Südkaliforniens ist der Strand während des ganzen Jahres gut besucht. Vor allem an den Wochenenden hat die von Souvenir- und Verkaufsständen gesäumte Strandpromenade, der Ocean Front Walk oder kurz Boardwalk, eine besondere Anziehungskraft für Bewohner von Los Angeles wie auch für Touristen. Zu den Spaziergängern gesellen sich dann Straßenkünstler, Musiker, Maler, Wahrsager und Artisten wie auch Drogenabhängige.
An den Betonwänden von Häusern, Mauern und Sportplätzen ist eine Vielzahl von ständig erneuerten bzw. übermalten Graffiti zu sehen. Die Hall of Fame von Venice Beach ist in der weltweiten Graffiti-Szene bekannt.

## Sport

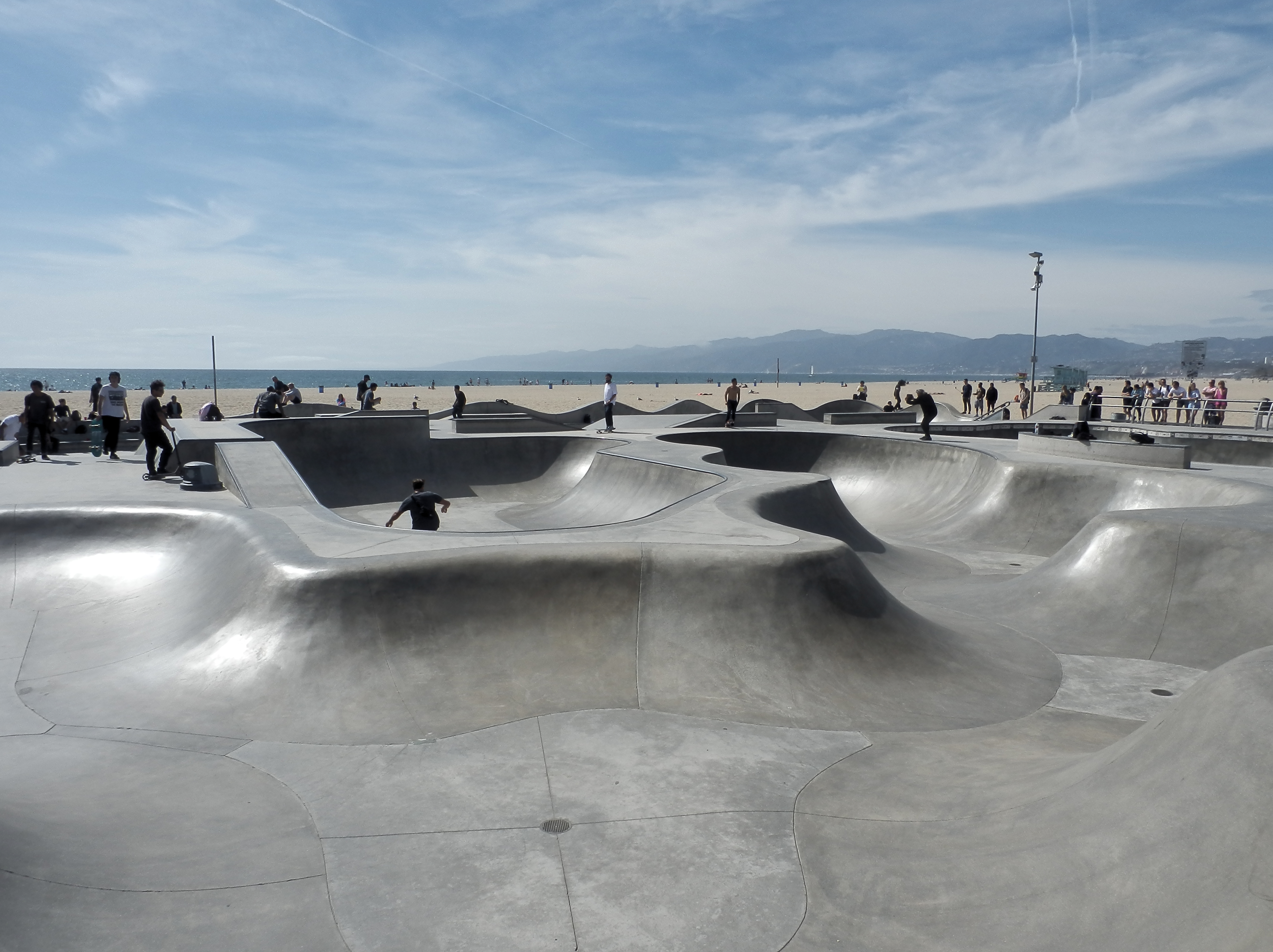
Venice Skatepark

Der Boardwalk und seine Umgebung sind auch Trainingsgelände für allerlei verschiedene Sportler. Neben mehreren Volleyball-, Basketball- und Tennisplätzen, eigenen Wegen für Radfahrer und Inlineskater sowie Halfpipes für Skateboarder, ist insbesondere der Muscle Beach, ein Trainingsgelände für Bodybuilder unter freiem Himmel, weltbekannt.
Der ursprüngliche Muscle Beach befand sich ab den 1930er Jahren nahe dem rund zwei Kilometer nördlich gelegenen Pier von Santa Monica. Auf dem von der Stadtgemeinde unterhaltenen Gelände fanden regelmäßig öffentliche Vorstellungen von Turnern statt. In den 1950er Jahren ging die Popularität des alten Muscle Beach stark zurück und 1959 wurde er schließlich ganz geschlossen, nachdem sich auf dem Gelände eine Vergewaltigung ereignet hatte. Die Sportler siedelten nach Venice über und richteten sich dort ein neues Trainingsgelände ein, das später zum noch heute genutzten ausgebaut wurde. In einem weiteren Sinn bezeichnet Muscle Beach heute auch die Umgebung in Venice, in der eine große Zahl von Bodybuilding- und Fitnessstudios eingerichtet wurden.
Der Strand selbst ist Treffpunkt von Beachvolleyballspielern sowie Wellenreitern, Wind- und Kitesurfern.

## Trivia
Zuschauer amerikanischer Filme und Serien denken oft an "Venice" (in englischer Aussprache [vɛnɪs]) wenn von Van Nuys [vænˈnaɪz], dem Stadtteil von Los Angeles im Herzen des San Fernando Valley die Rede ist.